# كهف باغليتشي
كهف باغليتشي هو موقع أثري يقع في باغليتشي، بالقرب من رينيانو غاغانيكو في بوليا جنوب إيطاليا. يعدّ الكهف، الذي تم اكتشافه في الخمسينيات من القرن العشرين، أهم كهف في جارجانو. والكهف الآن عامل جذب في حديقة جارجانو الوطنية.

## الوصف
في الكهف الواقع بالقرب من رينيانو غاغانيكو، وجدت أكثر من 45000 قطع أثرية فردية، بما في ذلك أدوات من العصر الحجري القديم وعظام بشرية وحيوانية. وهي محفوظة حاليًا في متحف رينيانو غاغانيكو. كما وجدت أدلة على حصاد الشوفان من العصر الحجري القديم يعود تاريخها إلى 30600 قبل الميلاد وقد تم الربط بينها وبين مدقّة وجدت في الكهف.
يحتوي الكهف أيضًا على بعض اللوحات الجدارية من العصر الحجري القديم التي تصور الخيول وبصمات الأيدي. ووجدت فيه أيضاً صور للماعز والأبقار والثعبان وعش بالبيض ومشهد للصيد منقوشة على العظام.
كما تم العثور على هيكلين عظميين بشريين لصبي وامرأة شابة، وكلاهما يرتدي عظام الغزلان أو زينة الأسنان.
يحتوي كهف باغليتشي على أقدم بقايا أورينياسية و غرافيتية في إيطاليا، والتي يرجع تاريخها إلى 34000 قبل الميلاد و 28000 (غير معايرة).

## خطر الانهيار
عام 2008، وجه علماء الآثار الإيطاليون نداءً إلى رئيس الوزراء، سيلفيو برلسكوني، لتخصيص أموال لإنقاذ الكهف المعرض لخطر الانهيار الوشيك.

## روابط خارجية
- موقع غروتا باغليتشي باللغة الإيطالية